# أليخاندرو مارتينيز رودريغيز
أليخاندرو مارتينيز رودريغيز (بالإسبانية: Alejandro Martínez Rodríguez)‏ هو لاعب كرة قدم مكسيكي، ولد في 10 أبريل 1990 في توريون في المكسيك. لعب مع سانتوس لاغونا.